# 澳大利亚审查制度
尽管人們通常认为澳大利亚實現了言論自由和新闻自由，但某些領域受到各种形式的政府审查，其中包括国家安全、某些不被允許對外公开的司法案件以及禁止令、诽谤法、1975年联邦种族歧视法、电影和文学（包括视频游戏）分类以及广告限制等事项。
某些形式的审查不是由政府或法院直接下達。例如某些外国网站有时会被澳大利亚互联网服务供应商屏蔽。此外人们对澳大利亚公立大学的学术自由提出了担忧。除了上述问题，电视、广播、录制的音乐、新闻和大多数商业广告都有各自行業的規定。